# El club Dumas
El club Dumas (también La sombra de Richelieu) es una novela de aventuras e intriga escrita por el autor español Arturo Pérez-Reverte en 1993. Está ambientada en la época en la cual fue escrito el libro, la acción se desarrolla principalmente en Madrid, París, Portugal y Toledo. En ella se hace referencia a títulos de la obra de Dumas como Los tres mosqueteros, El conde de Montecristo, La reina Margot o Veinte años después. Otros libros mencionados son La divina comedia y Scaramouche.
La película La novena puerta de Roman Polanski está basada en esta novela de Pérez-Reverte, aunque se centra en el tema del libro diabólico.

## Trama
Un importante coleccionista español, Enrique Taillefer, le encarga al amigo de Corso, Flavio La Ponte, la venta del manuscrito de El vino de Anjou. Se lo encuentra muerto, por lo que queda comprobar si es o no el original de Alejandro Dumas.
Como caso paralelo, Varo Borja, un excéntrico coleccionista de libros, le ha encargado a Corso encontrar las dos últimas copias del libro llamado Las nueve puertas del reino de las sombras, cuyo protagonista es el diablo.
A lo largo del libro, Corso tendrá que aclarar qué relaciones existen entre Los tres mosqueteros y el diablo, encontrándose con personajes literarios, como una seductora Milady, un peligroso Rochefort y la extraña aparición de Irene Adler.

## Personajes

### Lucas Corso
Coleccionista de libros, ha cumplido 45 años, tiene buenos reflejos y paciencia. Es obstinado, tiene muy buena memoria, y es muy profesional en su trabajo. Es delgado, cuenta con facciones afiladas y angulosas. Usa lentes de montura de acero torcido, lleva siempre unos zapatos Oxford sin lustrar y una bolsa de lona al hombro donde lleva todo lo necesario para salir de viaje en busca de alguna rara edición si la ocasión lo requiere.

### Irene Adler
Es una chica misteriosa que Corso conoce en una reunión con Boris Balkan, quien más tarde se convierte en su compañera de viaje y amante. Es una joven de aproximadamente 19 años, muy guapa y atractiva, de ojos verdes claros, pelo castaño y corto, sin aretes ni collares ni ningún adorno para el cuerpo.

## Adaptaciones
La novena puerta (originalmente The ninth gate) es una película de 1999 basada en El Club Dumas. Fue dirigida por Roman Polanski y protagonizada por Johnny Depp, Frank Langella, Lena Olin y Emanuelle Seigner. El filme se estrenó en San Sebastián el 20 de agosto de 1999, poco antes de la inauguración de la 47 edición del Festival Internacional de Cine de San Sebastián. 